# 如月葵
如月 葵（きさらぎ あおい）は、日本の元女性声優。主にアダルトゲームに声をあてていた。クール系からショタ系まで声の演技の幅は広い。2015年8月にブログ「如月記」を開設し、『真・恋姫†英雄譚』シリーズの出演を最後に引退することを発表した。2015年12月25日にはブログを閉鎖し声優業を引退した。

## 主な出演作品
※太字は主役またはヒロイン

### ゲーム

#### 2001年
- ALONE AGAIN（白坂 菜緒）
- CAST! 〜プライベートヒロイン〜（持月 茜）
- 花の記憶 〜第六章〜（氷川 紗奈）
- Baby, BE -Bedside Emotion-（此花 雛子）

#### 2002年
- いつか、どこかで 〜あの雨音の記憶〜（川崎 隆子）
- TALK to TALK（法月 茅乃）
- PIANO FORTE（岩倉 美奈）
- 四つ葉のクローバー -茜射す月夜に館照らされて-（霧島 いずみ、律子）

#### 2003年
- 永遠のアセリア（ナナルゥ・レッドスピリット、ハリオン・グリーンスピリット）
- 君の想い、その願い（天宮 佳織）
- Clover Heart's（南雲 夷月）
- 忍ちっく☆はぁと（弓子、ヒカル）
- STAGE（景山 美沙）
- 痴漢者トーマス（武内 弥生）
- てのひらを、たいように（佐倉 穂波）
- ハ〜トフル・デイズ 〜陽のあたる場所へ〜（美里 美麻衣）
- FOLKLORE JAM（恵美子先輩）
- ママさんバレー 乳ゆれまんせー（花 唯亜）
- Moon Light Renewal 〜おもいでのはじまり〜（奈々村 沙祐璃）

#### 2004年
- 遠隔操作 〜蜜肉に埋めこまれたリモコンバイブ〜（大谷 水穂）
- お願いお星さま（佐和 文香）
- ONE☆BOKU Faraway so close 〜お姉ちゃんとボク〜（役名不明）
- シスターシスター -恋のハートフルパニック-（火村 和歌）
- 漆黒に濡れる静寂 〜自殺志願者〜（水守 葉子）
- CHAIN TRAP 〜復讐の淫罠〜（安藤 夏樹）
- てこいれぷりんせす（カリアッハベーラ）
- です★めた -半熟ヴァンパイア死亡YOU戯-（小日向 景）
- 美畜!（恵庭 美千子）
- 人妻折檻倶楽部（涼村 はるか）
- 魔女っこ de GO♪GO♪ 〜ポールとミラ☆クル大作戦〜（花唯亜 よし乃）
- ままらぶ（桑原 梨恵、女生徒2、若い娘2）
- 夕緋ノ向コウ側（役名不明）
- 凌辱ゲリラ狩り2（グレイス・オクリョ）

#### 2005年
- あやかしびと -幻妖異聞録-（雪野 くるみ）
- 英雄×魔王（ユキネ）
- オシオキSweetie 〜恋するお姉さんはウラハラです〜（佐山 和人）
- 終末の過ごし方 -The world is drawing to an W/end- DVD-PG版（ナレーション）
- スクールフェスタ（黒崎 夕）
- 絶対服従命令（アネル）
- 美少女妖怪調伏伝 ぬばたま（鎌鼬（三女）、加牟波理入道）

#### 2006年
- 淫堕の姫騎士ジャンヌ〜オーガの仔種を注がれる気高き姫!〜（ジャンヌ・グルノーブル）
- えとランゼ 〜うちのペットは猫の神様?〜（錦馬 鍔螢）
- お帰りなさいませ☆ご主人様♪（広中 綾瀬）
- おキツネSummer 〜夏合宿・女の子付き〜（楠木 加代）
- おもちゃの先生（那波 みどり）
- キミの声がきこえる（鶴井）
- クラスメイトは痴女ばかり（貴多野 ゆう）
- 純恋 〜JUNREN〜（朝倉 皐月）
- SilveryWhite 〜君と出逢った理由〜（楓花）
- スピたん（ナナルゥ・R・ラスフォルト、ハリオン・G・ラスフォルト）
- Triptych（ナツキ）
- 夏色公園 〜電波塔の下で愛を語る〜（春日 ゆうな）
- 七彩かなた -夏休み!ドキラブバカンス夢冒険!-（ふゆ）
- 遥かに仰ぎ、麗しの（李 燕玲、結城 ちとせ）
- ひだまり（聖川 小夜子）
- ふたりでひとつの恋心（野々宮 千早）
- PRINCESS WALTZ（西本 ゆうき、エイプリル）
- 麻雀 英雄×魔王（雪音）
- まほ☆たま（町邑 さくや）
- むすんで、ひらいて（管理人さん）
- メタモルエンジェル菜々美（ひゃくたけ）
- よつのは（鈴木 久美子）

#### 2007年
- 青空がっこのせんせい君。（ゆき）
- 乙女恥曝遊戯（桐生 操）
- 恋する乙女と守護の楯（穂村 有里）
- こいびとどうしですることぜんぶ（園生 玖羽）
- 恋姫†無双 〜ドキッ☆乙女だらけの三国志演義〜（夏侯淵）
- 世界でいちばんNGな恋（長谷川 倫子）
- 虹色あるけミカン Magic of alchemy（黛 智子）
- Purely 〜その狭い青空を見上げて〜（秋里 秋香）
- 館熟女 〜The immoral residence〜 （早坂 玲子）

#### 2008年
- 暁の護衛 （倉屋敷 妙）
- 暁の護衛〜プリンシパルたちの休日〜 （倉屋敷 妙）
- 真・恋姫†無双 〜乙女繚乱☆三国志演義〜（夏侯淵）
- 時間封鎖（奈瀬 優）
- ダークエルフ・プレグナント（フィードリード）
- ふりフリ（イレモノ）
- Maple Colors 2（白瀬 優）
- てとてトライオン!（藤ヶ峰 なずな）
- 妻ようじ2（松上 日和）

#### 2009年
- Trample on “Schatten!!” 〜かげふみのうた〜（浦崎 早枝）
- 誰かのために出来ること〜Innocent Identity〜（東堂 静奈）
- 絶対★魔王 〜ボクの胸キュン学園サーガ〜（ノム・グーデンベルク）
- Areas〜空に映すキミとのセカイ〜 (永峰　彩菜)
- 花と乙女に祝福を（山内さん(メイド)）
- ハチミツ乙女blossomdays（加治屋 玲子）[3]
- 聖徒会長ヒカル〜淫魔に占領された学園〜（セイラ・神居）[4]

#### 2010年
- 暁の護衛〜罪深き終末論〜 （倉屋敷 妙）
- id［イド］ -Rebirth Session-（雨宮 希沙）
- かしましコミュニケーション（陸奥 榛名）
- 素晴らしき日々 〜不連続存在〜（若槻 司）
- Areas 恋する乙女の3H (永峰　彩菜)
- 花と乙女に祝福を ロイヤルブーケ（山内さん(メイド)）
- 乙女恋心プリスター（メイド）
- 乙女恋心プリスターFANDISC 〜もっとHに恋せよ乙女!〜（メイド）
- Knight Carnival!（トリスタン）
- 恋神 -ラブカミ-（北里まつり）[5]
- Green Strawberry（柳田沙雪）
- Trample on Schatten!! 〜かげふみのうた〜 REVOLUTION+（浦崎 早枝）[6]

#### 2011年
- いきなりあなたに恋している (鬼ヶ瀬 胤)
- ジンコウガクエン（荒）
- デュエリスト×エンゲージ (笹原 杏子)
- ユユカナ -under the Starlight-（夜宵さん）
- 世界でいちばんNGな恋 ふるはうす（長谷川 倫子） [7]

#### 2012年
- はつゆきさくら（金崎 恵）[8]
- この大空に、翼をひろげて（雲居 朱莉）[9]
- 暁の護衛 トリニティ（倉屋敷 妙）[10]
- えれくと!（ティアナ・ジル・リリスティア）[11]

#### 2013年
- 向日葵の教会と長い夏休み（朧白 金剛石）[12]
- せんすいぶ!（夢橋 暎子）
- あおぞらストライプ（沢渡 杏子）
- ココロ@ファンクション!（橘 桔梗）

#### 2014年
- 暁の護衛トリニティコンプリートエディション（蔵屋敷 妙）
- ペロペロサイミン2 裸王伝〜華麗なる挑戦〜（名代竹 雛子）[13]
- バカ燃えハートに愛をこめて!（クルム 杉山 しのぶ）[14]
- ココロ@ファンクション! NEO（橘 桔梗）

#### 2015年
- 真・恋姫†英雄譚 1 〜乙女艶乱☆三国志演義［蜀］〜（夏侯淵）[15]
- 真・恋姫†英雄譚 2 〜乙女艶乱☆三国志演義［魏］〜（夏侯淵）[16]

### コンシューマーゲーム
- この大空に、翼をひろげて CRUISE SIGN（雲居 朱莉）[17]

### ドラマCD
- Clover Heart's（南雲 夷月）
- ドラマCD はつゆきさくら〜ゴーストトラベル〜（金崎 恵）